# GNV Aries
Il GNV Aries è stato un traghetto che, con questo nome, ha navigato con la compagnia di navigazione italiana Grandi Navi Veloci.

## Servizio
La nave è stata varata come Norsea per North Sea Ferries come parte della loro risposta alla necessità di navi più grandi tra la metà e la fine degli anni '80. Le navi del 1974 Norland e Norstar si stavano dimostrando molto popolari e funzionavano a pieno regime. Pertanto, North Sea Ferries ha progettato il suo traghetto notturno di "terza generazione". Le due società madri di North Sea Ferries hanno effettuato i loro ordini in due località separate. P&O ha piazzato i propri ordini presso Govan Shipbuilders Ltd. sul fiume Clyde, e Nedlloyd ha effettuato l'ordine presso Nippon Kokkan KK Ltd. (ora JFE Holdings) a Yokohama, in Giappone.
La Norsea entrò in servizio sulla rotta Hull - Rotterdam. Era la più grande nave passeggeri costruita sul Clyde dai tempi della Queen Elizabeth 2. È stata anche l'ultima grande nave passeggeri costruita nel Regno Unito. Nel maggio 2001, ora di proprietà e gestito da P&O Ferries ha ordinato Pride of Hull e Pride of Rotterdam. Una volta sollevata dal servizio sulla rotta Hull - Rotterdam, la nave è stata rimandata per due mesi a importanti lavori di ristrutturazione e riallineamento del marchio, prima di entrare in servizio sulla rotta Hull - Zeebrugge e sostituire l'ormai anziana Norland.
La nave in seguito cambia nome in Pride of York, per allineare i nomi con il resto della flotta P&O Ferries.
Nell'ottobre 2020, P&O ha annunciato che le due navi gemelle Pride of Bruges e Pride of York sarebbero state ritirate a causa del calo del traffico causato dalla pandemia COVID-19 e vendute per la demolizione. L'ultimo servizio da Hull è partito il 9 dicembre 2020. In seguito vengono entrambe vendute a Grandi Navi Veloci e ribattezzate rispettivamente GNV Antares e GNV Aries.
Da dicembre 2022 viene posta in disarmo a Lamjana, in Croazia, insieme alla gemella.
Il 29 luglio 2024 la nave ebbe una completa avaria al largo di Napoli e i passeggeri rimasero bloccati nella nave tutta la notte. La mattina successiva la nave fu rimorchiata al porto di Napoli e i passeggeri salvati.
Il 23 ottobre 2024, dopo due mesi di disarmo a Napoli, la nave è stata venduta per demolizione, partendo a rimorchio verso il Pireo, dov'è giunta il 26 ottobre.
Il 1º novembre è stata trasferita nella baia di Eleusi, rimanendovi in disarmo fino al 20 gennaio 2025.
Per l'ultimo viaggio è stato troncato il nome in Ari e ha issato bandiera cipriota, arrivando ad Aliağa il 22 gennaio 2025 e venendo spiaggiata per la demolizione.

## Caratteristiche
La nave era lunga 179 metri, larga 25 e poteva raggiungere i 19 nodi di velocità, era capace di trasportare 850 auto e 930 passeggeri.
La nave era mossa da quattro motori, di cui due Wärtsilä-Sulzer 9ZAL40 e due Wärtsilä-Sulzer 6ZAL40.

## Incidenti
- Il 5 febbraio 1992, l'attrezzatura di varo delle scialuppe di salvataggio presso la stazione di salvataggio n. 3 subì un guasto catastrofico durante i test operativi. Il danno è stato molto grave, sia per la scialuppa di salvataggio che per la nave stessa. La scialuppa di salvataggio è poi caduta sulla banchina, dove due dei quattro uomini a bordo della scialuppa di salvataggio sono stati uccisi. La nave era sotto il funzionamento di North Sea Ferries al momento dell'incidente.
- Il 14 agosto 2002, Norsea ha avuto un incendio nella sala macchine di prua. Ciò è stato causato dall'accensione dell'olio termico da riscaldamento, che è fuoriuscito durante le riparazioni.
- Il 2 settembre 2002, la sua sala macchine di poppa ha subito un incendio durante il passaggio da Hull a Zeebrugge. Si trovava a circa 7 miglia dalla costa dell'Anglia orientale. Sono state prese le misure necessarie per spegnere l'incendio e nessun passeggero è rimasto ferito. Tuttavia il terzo ingegnere è stato colpito dall'inalazione di fumo. L'incendio è stato causato dal guasto di un tubo del carburante a bassa pressione sul generatore diesel principale. Non c'erano collegamenti tra i due fuochi.
- Il 17 marzo 2014 il traghetto ha subito uno squarcio di 20 mm (0,79 pollici) causato da metallo che sporgeva dal cancello di chiusura al King George Dock. Significava che il traghetto non sarebbe partito fino alle 6 del mattino del giorno successivo, con il risultato che 168 passeggeri si sarebbero allontanati e avrebbero annullato il viaggio. Il portavoce di P&O Ferries Brian Reese ha dichiarato: "Vogliamo che tutti i nostri passeggeri partano per il loro viaggio in tempo utile, purtroppo non è sempre possibile. Le persone hanno lavorato molto duramente durante la notte per portare via la nave al mattino. Nei trasporti, di tanto in tanto riceviamo problemi tecnici, ma tutti hanno fatto del loro meglio in quelle circostanze. Più di 230 passeggeri rimasero a bordo, molti dei quali si pensa fossero conducenti di camion a lunga percorrenza.

## Navi gemelle
- GNV Antares